# Пензятское сельское поселение
Пензятское се́льское поселе́ние — муниципальное образование в Лямбирском районе Мордовии Российской Федерации.
Административный центр — село Пензятка.

## История
Статус и границы сельского поселения установлены Законом Республики Мордовия от 28 декабря 2004 года № 122-З «Об установлении границ муниципальных образований Лямбирского муниципального района, Лямбирского муниципального района и наделении их статусом сельского поселения и муниципального района».

## Население
| 2002  | 2010  | 2012  | 2013  | 2014  | 2015  | 2016  |
| ----- | ----- | ----- | ----- | ----- | ----- | ----- |
| 1214  | ↗1340 | ↗1355 | ↗1369 | →1369 | ↗1374 | ↗1375 |
| 2017  | 2018  | 2019  | 2020  | 2021  |       |       |
| ↘1361 | ↘1330 | ↘1326 | ↘1306 | ↗1364 |       |       |

## Состав сельского поселения
| № | Населённый пункт | Тип населённого пункта       | Население |
| - | ---------------- | ---------------------------- | --------- |
| 1 | Пензятка         | село, административный центр | ↗1257     |
| 2 | Тарасполь        | село                         | ↗5        |
| 3 | Щербаково        | деревня                      | ↘78       |